# Capital Hill
Capital Hill est un quartier de l'arrondissement de Canberra Sud, la capitale fédérale de l'Australie. Situé à l'extrémité sud du triangle parlementaire, il abrite le parlement australien.
Au départ, dans les plans de l'architecte Walter Burley Griffin, l'emplacement devait accueillir un Capitole. Le nom du bâtiment se retrouve aujourd'hui dans le nom du théâtre (théâtre du Capitole) situé dans le quartier de Manuka à Canberra.

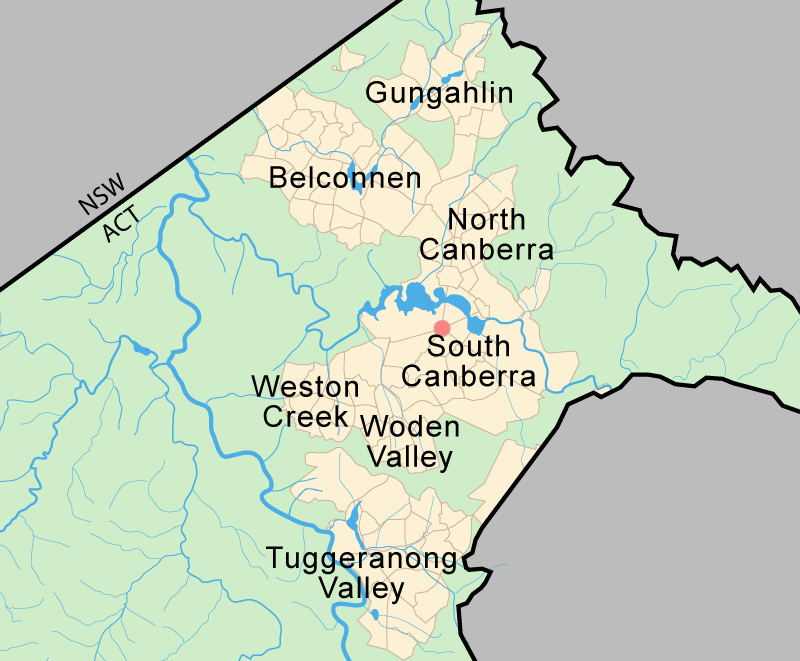
Capital Hill (en rose) à Canberra.